# Лакайль 8760
Лакайль 8760 (AX Мікроскопа) — червона карликова зоря в сузір'ї Мікроскопа . Це одна з найближчих до Сонця зір на відстані приблизно 12,9 світлових років, і найяскравіший карлик спектрального класу М на нічному небі Землі, хоча вона занадто слабка, щоб її можна було побачити без телескопа . При видимій величині +6,7, її може бути видно неозброєним оком лише у надзвичайно хороших умовах огляду на темному небі. 
Вперше зорю на південному небі спостерігав французький абат Нікола Луї де Лакайль, коли працював в обсерваторії на мисі Доброї Надії. Він включив зорю до каталогу, який було видано 1763 року, після його смерті.
Лакайль 8760 класифікували по різному — від спектрального класу K7 до M2. У 1979 році ірландський астроном Патрік Бірн виявив, що це спалахуюча зоря і їй було надано позначення змінної — AX Мікроскопа. Як спалахуюча зоря вона відносно тиха, даючи спалахи в середньому менше одного разу на день.
Лакайль 8760 обертається в Галактиці з відносно великим ексцентриситетом орбіти — 0,23. Близько 20 000 років тому зоря наближалася до Сонця на відстань 12 світлових років (3,7 парсека). Через порівняно невелику масу (60 % M☉), очікувана тривалість її існування становить близько 75 мільярдів років (7,5× 1010), що всемеро перевищує тривалість існування Сонця.
Попри зусилля астрономів, станом на 2011 рік на орбіті навколо цієї зорі не було виявлено екзопланет.
Лакайль 8760 — один з найбільших і найяскравіших відомих червоних карликів, з масою близько 60 % маси Сонця і радіусом близько 51 % радіусу Сонця.